# Zinkstaurolith
Zinkstaurolith, auch Zinkostaurolith oder Zincostaurolith (englisch: Zincostaurolite oder zincian staurolite), ist ein sehr selten vorkommendes Mineral der Mineralklasse der „Silikate und Germanate“. Es kristallisiert im monoklinen Kristallsystem mit der chemischen Zusammensetzung Zn2Al9Si4O23(OH) und entwickelt meist durchsichtige, prismatische Kristalle bis etwa 3 mm Größe, die entweder farblos oder von bräunlichgelber, rötlichbrauner Farbe sind.
Zinkstaurolith bildet als Zink-dominiertes Analogon eine Mischreihe mit dem Eisen-dominierten Staurolith und dem Magnesium-dominierten Magnesiostaurolith.

## Etymologie und Geschichte
Erstmals gefunden wurde Zinkstaurolith 1992 am Brunegghorn in der Schweizer Gemeinde Zermatt im obersten Mattertal und als eigenständiges Mineral anerkannt unter der Nr. IMA1992-036. Die Erstbeschreibung des Minerals erfolgte durch Christian Chopin, Bruno Goffe, Luciano Ungaretti und Roberta Oberti, die das Mineral in Anlehnung an seine nahe Verwandtschaft mit dem Staurolith und seinem Zinkgehalt benannten und ihre Beschreibung und Benennung 2003 im European Journal of Mineralogy 15, 167-176 veröffentlichten.

## Klassifikation
In der veralteten 8. Auflage der Mineralsystematik nach Strunz war der Zinkstaurolith noch nicht aufgeführt.
In der zuletzt 2018 überarbeiteten Lapis-Systematik nach Stefan Weiß, die formal auf der alten Systematik von Karl Hugo Strunz in der 8. Auflage basiert, erhielt das Mineral die System- und Mineralnummer VIII/B.03-005. Dies entspricht der Klasse der „Silikate“ und dort der Abteilung „Inselsilikate mit tetraederfremden Anionen“, wo Zinkstaurolith zusammen mit Gerstmannit, Klinoedrit, Magnesiostaurolith, Staurolith und Stringhamit eine unbenannte Gruppe mit der Systemnummer VIII/B.03 bildet.
Die von der International Mineralogical Association (IMA) zuletzt 2009 aktualisierte 9. Auflage der Strunz’schen Mineralsystematik ordnet den Zinkstaurolith in die Klasse der „Silikate und Germanate“ und dort in die Abteilung „Inselsilikate (Nesosilikate)“ ein. Hier ist das Mineral in der Unterabteilung „Inselsilikate mit zusätzlichen Anionen; Kationen in [4]er-, [5]er- und/oder nur [6]er-Koordination“ zu finden, wo es zusammen mit Magnesiostaurolith und Staurolith die „Staurolithgruppe“ mit der Systemnummer 9.AF.30 bildet.
In der vorwiegend im englischen Sprachraum gebräuchlichen Systematik der Minerale nach Dana hat Zinkstaurolith die System- und Mineralnummer 52.02.03.03. Das entspricht der Klasse der „Silikate“ und dort der Abteilung „Inselsilikate: SiO4-Gruppen und O, OH, F und H2O“. Hier findet er sich innerhalb der Unterabteilung „Inselsilikate: SiO4-Gruppen und O, OH, F und H2O mit Kationen in [4] und >[4]-Koordination“ in einer unbenannten Gruppe mit der Systemnummer 52.02.03, in der auch Staurolith und Magnesiostaurolith eingeordnet sind.

## Kristallstruktur
Zinkostaurolith kristallisiert monoklin in der Raumgruppe C2/m (Raumgruppen-Nr. 12) mit den Gitterparametern a = 7,853 Å; b = 16,534 Å; c = 5,639 Å und β = 90,00° sowie eine Formeleinheit pro Elementarzelle.
Genauer untersucht wurden Zinkostaurolithe aus Metabauxiten der mesozoischen Barrhorn-Serie (Zermatt, Schweizer Westalpen). Sie enthalten neben Zink signifikante Gehalte an Lithium (Li+) und Eisen. Die vollständige Strukturformel lautet: 
M4(Fe2+0,13Mg0,10vac3,77) T2(Zn2,45Li0,51Fe2+0,20vac0,84) M1,2(Al15,98Ti0,02) M3(Al1,95Mg0,09vac1,96) T1(Si8) O44,33 (OH)3,67
In dieser Strukturformel sind Leerstellen als vac (englisch vacancy: Leerstelle) ausgewiesen. 
Diese Zinkostaurolithe enthalten überdurchschnittlich viel Lithium. Ursache dafür ist nicht ein ungewöhnlich hoher Li-Gehalt des Gesamtgesteins, sondern das Vorhandensein von im Vergleich zu anderen gesteinsbildenden Mineralen großen Tetraederlücken (T2) in der Staurolithstruktur. Dies führt dazu, dass Staurolithe die gesamte Menge der Kationen eines Gesteins aufnehmen, für die eine solch große Tetraederlücke energetisch besonders günstig ist (z. B. Li+ und Zn2+).
Die M4-Oktaederlücke ist nur mit wenigen Kationen besetzt (0,23 apfu). Jeder M4-Oktaeder ist über gemeinsame Flächen mit zwei T2-Tetraedern verbunden. Der Abstand zwischen einer M4- und einer T2-Lücke ist so klein, dass eine gemeinsame Besetzung benachbarter T2- und M4-Positionen ausgeschlossen werden kann. Bei gleichmäßiger Verteilung der Kationen auf den M4-Positionen sollten für jede besetzte M4-Position zwei T2-Positionen leer sein. Tatsächlich sind es deutlich mehr (3,65 Leerstellen auf T2 pro besetzter M4-Position). Dies deutet darauf hin, dass in Zn-Staurolithen im Gegensatz zu Fe- und Mg-Staurolithen Leerstellen in der Tetraederposition T2 nicht oder nur in geringem Maße an die Besetzung der M4-Position gekoppelt sind.

## Bildung und Fundorte
Zinkostaurolith bildet sich bei der Metamorphose von Bauxiten ab ca. 400 °C, wahrscheinlich aus Gahnit, Pyrophyllit, Diaspor. Es tritt neben Staurolith noch mit verschiedenen anderen Mineralen in Paragenese auf wie unter anderem Allanit, Ankerit, Apatit, Chloritoid, Cookeit, Diaspor, Gahnit, Kaolinit, Kyanit, Margarit, Muskovit, Paragonit, Pyrit, Pyrophyllit, Rutil, Turmalin und Zirkon.
Weltweit konnte Zinkostaurolith bisher (Stand: 2010) an 5 Fundorten nachgewiesen werden: An der Ostküste der griechischen Insel Samos, in der „Bleikvassli Mine“ in der norwegischen Kommune Hemnes, in der Palladium-Gold-Lagerstätte bei Maldynyrd und am Grubependity-See in der zur Russischen Föderation gehörenden Republik Komi sowie an seiner bereits genannten Typlokalität Brunegghorn im Schweizer Mattertal.